# Frédérick Gersal
 (avril 2021).
Si vous disposez d'ouvrages ou d'articles de référence ou si vous connaissez des sites web de qualité traitant du thème abordé ici, merci de compléter l'article en donnant les références utiles à sa vérifiabilité et en les liant à la section « Notes et références ».
Frédérick Gersal, né le 3 octobre 1957 à Neuilly-sur-Seine, de son vrai nom Frédérick Legras (dont Gersal est une anagramme) et résidant à Iteuil dans la Vienne est un journaliste français, descendant du prince Gagarine, comme Macha Meril .

## Biographie
Il est chroniqueur historique sur les radios France Info, France Bleu Poitou et anime notamment un jeu quotidien sur le réseau France Bleu avec Élodie Suigo. Il évoque également régulièrement dans l'émission télévisée Télématin présentée par Laurent Bignolas sur France 2 un événement historique ou un personnage, à l'occasion d'un anniversaire, d'une exposition ou d'une manifestation culturelle.
Entre 1994 et 2004, il est le chroniqueur histoire de l'émission de télévision jeunesse Va savoir animée par Gérard Klein et diffusée sur France 5.
Pendant l'été 2007, Frédérick Gersal intervient dans l'émission quotidienne de Stéphane Bern Pourquoi les manchots n'ont-ils pas froid aux pieds ? diffusée sur France 2.
Il participe à l'émission Cette semaine-là animée par Wendy Bouchard et diffusée le dimanche sur France 3.
Il apporte un éclairage historique sur des quartiers de Paris, dans l’émission Paname, chaque dimanche sur France 3 Paris Île-de-France, et intervient aussi dans l'émission matinale de France 3 Nouvelle-Aquitaine Vous êtes formidables.

## Ouvrages
Il est l'auteur de plusieurs livres d'anecdotes historiques ou traitant du patrimoine français :
- Les très riches heures de notre patrimoine, éd. Tallandier, 1997
- Ces animaux qui ont fait l’histoire, éd. Hachette, 2003
- Ces enfants qui ont fait l’histoire, éd. Hachette, 2005
- Les grandes énigmes de l'histoire, éd. First, 2006
- Les 1 000 lieux qu'il faut avoir vus en France, éd. Flammarion, 2008
- Paris 100 lieux mythiques, 2011
- Les 100 dates qui ont fait l'histoire de France, éd. Albin Michel, 2016
- L'histoire de France racontée en Poitou, éd. La Geste, 2018

## Pour approfondir